# 正親町町子
正親町 町子／田中 町子（おおぎまち まちこ／たなか まちこ、延宝3年（1675年）? - 享保9年3月11日（1724年4月4日））は、江戸幕府の大老格・柳沢吉保の側室、また歌人、文学者。初名は弁子。
出自については権大納言・正親町実豊と側室の田中氏との間の娘とする説があり、正親町公通の異母妹とされる。一方で正親町公通を実父とし、公通と水無瀬氏信の娘の間の子とする説もある。16歳で江戸に下り、将軍徳川綱吉の側近である柳沢保明（のち吉保）の側室となる。一大名の側室としては家格が高すぎるため、母方の姓である田中氏を名乗ったという。吉保との間に柳沢経隆・柳沢時睦の二男がいる。
町子の実父を正親町公通にする説に立つと、公通は霊元天皇の使者としてたびたび江戸へ赴いており、柳沢吉保は霊元天皇から和歌の添削を受け、六義園十二境を定められ参禅録の題を授けられるなど、霊元天皇は吉保に文芸面において影響を及ぼしている。また、この場合に町子の母となる水無瀬氏信の娘は新上西門院房子（鷹司房子）の侍女として「常磐井」を名乗り、房子の伯母にあたる浄光院殿信子（鷹司信子）が将軍綱吉の御台所として江戸へ下向すると、常磐井は「右衛門佐局」と改名して信子に従い江戸へ赴き、江戸城大奥総取締役を務めている。このため、正親町公通を町子の実父とする説に立つと、町子はこうした両親の縁を背景に吉保の側室となったとも考えられている。
なお、享保末年以降に成立した『柳営婦女伝系』では町子の出自について、右衛門佐局の養子となった浪人の田中半蔵（のちに桃井内蔵助と改名）が後妻の姪を養女にしたもので、実父も分からない妓女であると記述されている。
町子は公家的な教養をもつ文学者としても知られ、吉保一代の半生を平安朝の『源氏物語』に倣って記した日記文学『松蔭日記（松家気）』を記している。江戸時代から秘本として知られていた。江戸時代における宮廷文化の残滓として注目されている。「松家気（松かげ）」は松と松に絡みつき花を咲かせる藤を指し、天皇や将軍・吉保など一連の人物を松の木と藤に例え繁栄を願った意図があると考えられている。
『松蔭日記』の刊本には1979年刊行の古谷知新編『江戸時代女流文学全集』本や、2004年に刊行された上野洋三校注の岩波文庫本がある。
墓所は東京都新宿区河田町の月桂寺。

## 著書
- 『柳沢吉保側室の日記 松蔭日記』正親町町子 作, 増淵勝一訳. 国研出版, 1999.2
- 『松蔭日記』上野洋三 校注 (岩波文庫) 2004.7

## 登場作品
- 『八代将軍吉宗』（1995年、NHK大河ドラマ、演：西山知佐）
- 『元禄繚乱』（1999年、NHK大河ドラマ、演：海野けい子）